# Gustav von Glasenapp
Gustav Emil Ferdinand von Glasenapp (né le 2 novembre 1840 à Stolp et mort le 12 octobre 1892 à Berg Diwenow) est un lieutenant prussien et écrivain militaire.

## Biographie

### Famille
Gustav est un membre de la famille noble von Glasenapp, établie dans un château de Poméranie. Ses parents sont le colonel prussien Ferdinand von Glasenapp (1814-1898) et Pauline von Schack (de) (morte en 1891). Il épouse Pauline Wiese (1849–1880) en 1867. Le mariage a trois enfants, Margarethe (1868-1882), Hedwige (1870-1870) et Paul (1872-1883), qui sont morts jeunes. En tant que veuf, il contracte un second mariage en 1888 avec Luise Hinz (1855-1898).

### Carrière
Glasenapp commence sa carrière d'officier dans l'armée prussienne en 1852 à l'école des cadets de Culm et en 1855 il passe au régiment de cadets à Berlin. En 1856, il entra dans le 5e régiment de hussards (de), où il est promu enseigne porte-épée en 1857 et sous-lieutenant en 1858. En 1865, il reçoit ses adieux en tant que lieutenant.
Après cela, il se consacre à des études littéraires, notamment militaires. Il est rédacteur en chef des nouveaux journaux militaires, mais aussi du journal de guerre 1870/71 et du journal NCO.
Après sa résidence d'abord à Berlin, puis à Potsdam, il meurt en tant que propriétaire d'une villa à Berg Divenow.

## Travaux
- Preussens Feldzug 1866 vom militärischen Standpunkt: nach den bis jetzt vorhandenen Quellen. Berlin 1866 (books.google.de)
- Leitfaden beim theoretischen Unterricht des Kavalleristen. Berlin 1867
- Über die Wartung und den Gebrauch des Dienst-, Luxus- und Jagd-Pferdes. Berlin 1867
- Militärische Biographien des Offizier-Corps der Preussischen Armee. Berlin 1868, (disponible sur Internet Archive)
- Der Feldzug von 1870–71. 2 Bände. Berlin 1871 (books.google.de)
- Die Generale der Deutschen Armee Zehn Jahre Deutscher Heeres-Geschichte 1864-1874. 1875
- Bayern’s Generale. 1876
- Die Generale der deutschen Armee von 1848–1871: Biographien, Portraits und Faksimiles. 2 Bände. Berlin 1880
- Ergänzung zum Generalstabswerk 1866 und 1848–1871: Biographien, Portraits und Facsimiles der Führer der deutschen Heere bis einschl. der Führer einer Division in den Feldzügen von 1848, 1849, 1864, 1866 und 1870–71. Berlin 1880
- Leitfaden bei der Instruktion der Rekruten und der älteren Mannschaften der Kavallerie. Berlin 1882
- Denkschrift zum Neun und Achtzigsten Geburtstage Seiner Majestät des Kaisers und Königs Wilhelm: 79 Dienstjahre Seiner Maj. Potsdam 1886
- Gesetzbuch der Criminal- und Correctionsstrafen und Gesetz über die von den Friedensrichter. 1892